# Léon Lortie
Pour les articles homonymes, voir Lortie.
Léon Lortie est un historien et chimiste québécois né en 1902 à Montréal et mort en 1985. Scientifique émérite et vulgarisateur, il fait partie des premiers à vulgariser les sciences à la radio. Le prix Léon-Lortie a été créé en lui rendant hommage.

## Biographie
Il fait ses études au Collège Sainte-Marie de Montréal et entre en 1923 à l'Université de Montréal. Il écrit, avec son professeur Georges Baril, pour le journal officiel de l'Université, Le Quartier latin. Une fois licencié en sciences chimiques, il obtient une bourse de la Fondation Rockefeller qui lui permet de partir étudier à Paris, d'où il revient en 1930, ayant validé un doctorat en sciences physiques.
Il est professeur à l'Université de Montréal de 1931 à 1962 et s'engage très rapidement dans l'ACFAS, l'Association canadienne-française pour l'avancement des sciences, où il fait partie des conférenciers les plus actifs.
En 1933, il reprend l'idée de son collègue, Jacques Rousseau, et projette d'organiser un congrès réunissant les scientifiques francophones. Le frère Marie-Victorin est convaincu, et la première édition du Congrès de l'Acfas se tient à Montréal du 2 au 4 novembre.
Il est président de l'Association canadienne-française pour l'avancement des sciences (1948-1949) et de la Société royale du Canada (1968-1969). Il est aussi conseiller municipal de classe C, nommé par l'Université de Montréal, de 1944 à 1960 et conseiller de Côte-des-Neiges de 1966 à 1970.
Outre ses études sur les sciences dures, il est aussi historien de sciences et vulgarisateur. Il participe au Dictionnaire biographique du Canada, s'intéresse aussi à la pédagogie, à l'enseignement et à la place des francophones au sein du Canada. Il participe, pendant plusieurs années, à Radio-Collège, une émission éducative et scientifique; c'est lui qui propose à son ancien élève, Fernand Seguin, de se joindre à eux.

## Publications
- 1924 - « Formation scientifique », le Quartier latin, 29 février 1924
- 1942 - « Le docteur Léo Pariseau, chercheur et défenseur de la vérité », Regards, vol.3, n°8-9
- 1963 - La Science pour tous
- 1972 - Dictionnaire biographique du Canada, vol.X

## Distinctions
- 1970 - Officier de l'Ordre du Canada
- 1982 - Médaille du Centenaire

En 1987, la Société Saint-Jean-Baptiste de Montréal a créé le prix Léon-Lortie pour honorer une personne qui s'est distinguée dans le domaine des sciences pures et appliquées.